# Andy Cole
Andrew "Andy" Alexander Cole (Nottingham, 15 de outubro de 1971) é um ex-futebolista inglês que atuava como atacante.
Teve seu auge no final da década de 1990, no Manchester United, onde fazia dupla de ataque com Dwight Yorke. Em novembro de 2008, anunciou sua aposentadoria, alegando estar insatisfeito no Nottingham Forest, seu último clube.

## Títulos
Newcastle United
- Football League First Division: 1992-93

Manchester United
- Premier League: 1995-96, 1996-97, 1998-99, 1999-00 e 2000-01
- Copa da Inglaterra: 1995-96 e 1998-99
- Supercopa da Inglaterra: 1996, 1997
- Liga dos Campeões da UEFA: 1998-99
- Copa Intercontinental: 1999

Blackburn Rovers
- Copa da Liga Inglesa: 2001-02